# Уэрта-Норте
Oрта-Норт (кат. Horta Nord) или Уэрта-Норте (исп. Huerta Norte) — район (комарка) в Испании, входит в провинцию Валенсия в составе автономного сообщества Валенсия.

## Муниципалитеты
1. Альбалат-дельс-Сорельс
2. Альборайя
3. Альбушек
4. Альфара-дель-Патриарка
5. Альмасера
6. Бонрепос-и-Мирамбель
7. Бурхасот
8. Эмперадор
9. Фойос
10. Годелья
11. Масальфасар
12. Масамагрель
13. Мелиана
14. Монкада
15. Мусерос
16. Ла-Побла-де-Фарнальс
17. Пусоль
18. Эль-Пуйг
19. Рафельбуньоль
20. Рокафорт
21. Табернес-Бланкес
22. Виналеса